# Kommissar Wallander: Vor dem Frost
Kommissar Wallander: Vor dem Frost ist ein von der BBC produzierter Kriminal-Fernsehfilm aus dem Jahr 2012 mit Kenneth Branagh in der Hauptrolle des Kommissars Kurt Wallander. Es handelt sich um die dritte Folge der dritten Staffel, also die insgesamt neunte Folge der Kommissar Wallander-Reihe und eine Verfilmung des Wallander-Romans Vor dem Frost von Henning Mankell.
Bereits im Jahr 2005 war die Verfilmung Mankells Wallander: Vor dem Frost mit Krister Henriksson in der Hauptrolle erschienen.

## Handlung
Ein Unbekannter setzt am Marebo-See vier Schwäne in Brand. Die Waldspaziergängerin Birgitta Medberg beobachtet die Szenerie. Kurz darauf wird sie von dem Unbekannten mit einem Ast erschlagen. Gleichzeitig geht bei der Polizei eine Vermisstenmeldung nach Birgitta Medberg ein, die nicht nach Hause zurückgekehrt ist.
Wallander besucht Ann-Britt, die aus dem Koma erwacht ist. Sie meint, Wallander müsse sie nicht mehr dauernd besuchen, und wünscht sich, dass wieder Normalität einkehrt.
Zuhause bekommt Wallander Besuch von Anna Westin, einer Freundin seiner Tochter Linda. Er kennt Anna, seit ihr Vater sich vor längerer Zeit das Leben genommen hat. Doch genauso plötzlich, wie Anna aufgetaucht ist, verschwindet sie auch wieder.
Am nächsten Tag beginnt Wallander, nach Birgitta Medberg zu suchen. Als er ihr ihren letzten Wanderweg untersucht, findet er ein Grab mit einem verbrannten Tierkadaver und einer verbrannten Leiche. Im Grab befindet sich eine Bibel, die zahlreiche Anmerkungen in der Offenbarung des Johannes enthält. Die Fingerabdrücke auf der Bibel führen zu dem Dänen Jannek Langas, einem religiösen Fanatiker, der aus der geschlossenen Psychiatrie geflohen ist.
Linda, die inzwischen geheiratet hat, kommt nach Ystad und übernachtet in Annas Wohnung für den Fall, dass diese wieder auftaucht.
Nach einem öffentlichen Fahndungsaufruf meldet sich eine Immobilienmaklerin, bei der Jannek Langas unter falschem Namen ein Haus am Marebo-See gekauft hat. In dem Haus findet sich ein verbrannter Zeitungsartikel, in dem eine Kirche erwähnt wird.
Linda ruft bei ihrem Vater an, dass in Annas Wohnung nichts fehlt, Anna aber verschwunden bleibt. Wallander besucht Annas Mutter, die sagt, dass Anna in Lund studiert und öfter mal verschwindet, ansonsten aber auch nicht weiß, wo Anna ist.
Als Wallander Linda in Annas Wohnung besucht, erfährt er von Linda, dass sie schwanger ist. Plötzlich taucht Jannek Langas auf, schlägt Wallander nieder und flieht mit Annas Auto. Wallander nimmt die Verfolgung auf, verliert ihn aber. Wallander sucht im Studentenwohnheim in Lund nach Annas Zimmer und erfährt dort von einer Kommilitonin, dass Anna ihr Studium bereits längst abgebrochen hat und streng religiös geworden ist. Er findet mehrere religiöse Broschüren; Anna hat sich einer evangelikalen Kirche angeschlossen, um anderen Menschen zu helfen. Wallander sucht die Kirchengruppe auf, zu der Anna gegangen ist; deren Prediger ist sich nicht sicher, ob Jannek Langas auch da war und Anna ihn in der Gruppe kennengelernt hat.
Es kommt zu einer Auseinandersetzung zwischen Linda und Wallander, der gerne zu Lindas Hochzeit gekommen wäre, die ihn aber nicht eingeladen hat.
Wallander wird zur verkohlten Leiche von Jannek Langas gerufen, der sich im Biologiesaal einer Schule in Brand gesteckt hat. Unter der Direktorin hält sich die ehemals religiöse Schule an das Verbot, Kreationismus zu lehren. Es stellt sich heraus, dass Jannek Langas eine Sekte geleitet hat, zu der auch Anna Westin gehörte; von den Spenden der Mitglieder hat er unter anderem das Haus am Marebo-See gekauft. Langas hinterlässt ein Bekennervideo. Wallander vermutet, dass er Hilfe hatte, weil am Ende der Aufnahme anscheinend nicht Langas, sondern jemand anderes das Band stoppt.
Da meldet sich Anna Westlin bei Wallander. Sie erzählt, dass sie Jannek Langas in der Kirchengruppe getroffen hat und ihm, der an Schizophrenie gelitten hat, helfen wollte, von den Tabletten wegzukommen. Wallander appelliert an sie, die Sekte zu verlassen.
Wallander wird zu einer brennenden Kirche gerufen. In der Kirche hängt eine erhängte Leiche. Gleichzeitig kommen auch Meldungen über weitere Brände an einer Kirche und in einer Klinik, die Stammzellenforschung betrieben hat, rein. In beiden Kirchen sowie der Klinik werden Tote gefunden, die Mitglieder der Sekte sind. Sie haben sich das Leben genommen, weil sie gegen die Grundsätze der Sekte verstoßen haben: Homosexualität und Mitarbeit in der Stammzellenforschung. Wallander sucht in den Videos der anderen Sektenmitglieder nach Hinweisen auf den fremden Helfer. Aus der allen Sektenmitgliedern gemeinsamen Formulierung, dass sie dies im Namen dessen tun, der gestorben ist und wiederauferstanden ist, schließt Wallander, dass Annas Vater Erik Westlin noch lebt. Annas Mutter Monika bestätigt Wallanders Vermutung und erzählt, dass Anna mit 15 nach einer Vergewaltigung schwanger wurde und Monika sie zur Abtreibung gezwungen hat. Wallander fährt mit seinen Kollegen zu der Klinik, an der die Abtreibung vorgenommen wurde. Sie können die Sektenmitglieder, die den Anschlag auf die Klinik planen, stoppen.
Zur gleichen Zeit tauchen Ann und Erik Westlin bei Monika auf. Als Wallander eintrifft, haben Anna und Erik bereits Benzin in der Wohnung verteilt. Anna kann ihren Vater daran hindern, das Benzin in Brand zu stecken, indem sie ihm ein Messer in die Hand rammt.
Wallander begleitet Linda zu einem Termin der Schwangerschaftsvorsorge, der positiv verläuft.

## Kritiken
„Von starker innerer Spannung geprägtes (Fernseh-)Kriminaldrama um Sektierertum, Manipulation und fatale Abhängigkeiten. Geschickt wird das Seelenleben der vorzüglich gespielten Titelfigur einbezogen, für die es nach vielen Selbstzweifeln eine hoffnungsvolle Perspektive gibt. - Ab 16.“